# Fiction
Fiction är det nionde albumet av melodisk death metal-gruppen Dark Tranquillity från Göteborg. Albumet gavs ut 18 april 2007. Första låten som släpptes, med video, var Focus Shift och sedan kom Miserys Crown som singel. Även till Terminus (Where death is most alive) har gjorts en video, signerad Sven Kirk. Där ses bandmedlemmarna i form av modifierade Legogubbar framföra låten.
På låtarna Miserys Crown och The Mundane and the Magic sjunger Mikael Stanne även "ren sång" förutom growl. På den senare låten förekommer även en kvinnlig röst, tillhörande Nell Sigland.
Alla texterna på albumet är skrivna av Mikael Stanne utom Inside the Particle Storm som har både text och musik av Niklas Sundin. Henriksson har skrivit musiken till Blind at Heart, Empty Me och Focus Shift samt Nothing to no One och Terminus tillsammans med Sundin, The Mundane and the Magic med Jivarp, The Lesser Faith med Sundin, Nicklasson och Jivarp, Ichipher med Brändström och Jivarp samt Miserys Crown med Brändström, Sundin och Jivarp.

## Låtlista
1. Nothing to no One
2. The Lesser Faith
3. Terminus (Where death is most alive)
4. Blind at Heart
5. Icipher
6. Inside the Particle Storm
7. Empty Me
8. Miserys Crown
9. Focus Shift
10. The Mundane and the Magic

### Bonusspår
- A Closer End (bonusspår på den japanska utgåvan)
- Winter Triangle (instrumental) (bonusspår på den australiensiska utgåvan)
- Below the Radiance (bonusspår på den expanderade utgåvan)
- Silence in the House of Tongues (instrumental version) (bonusspår på den expanderade utgåvan)

## Banduppsättning
- Mikael Stanne - sång
- Martin Henriksson - gitarr
- Niklas Sundin - gitarr
- Michael Nicklasson - bas
- Anders Jivarp - trummor
- Martin Brändström - elektronik/keyboard

### Gästmusiker
- Nell Sigland – sång, "The Mundane and the Magic"